# Spilogona infuscata
Spilogona infuscata este o specie de muște din genul Spilogona, familia Muscidae, descrisă de Huckett în anul 1965.
Este endemică în Manitoba. Conform Catalogue of Life specia Spilogona infuscata nu are subspecii cunoscute.